# Postleitzahl (Kosovo)
Die kosovarischen Postleitzahlen sind fünfstellig.

## Regionalcodes und Orte

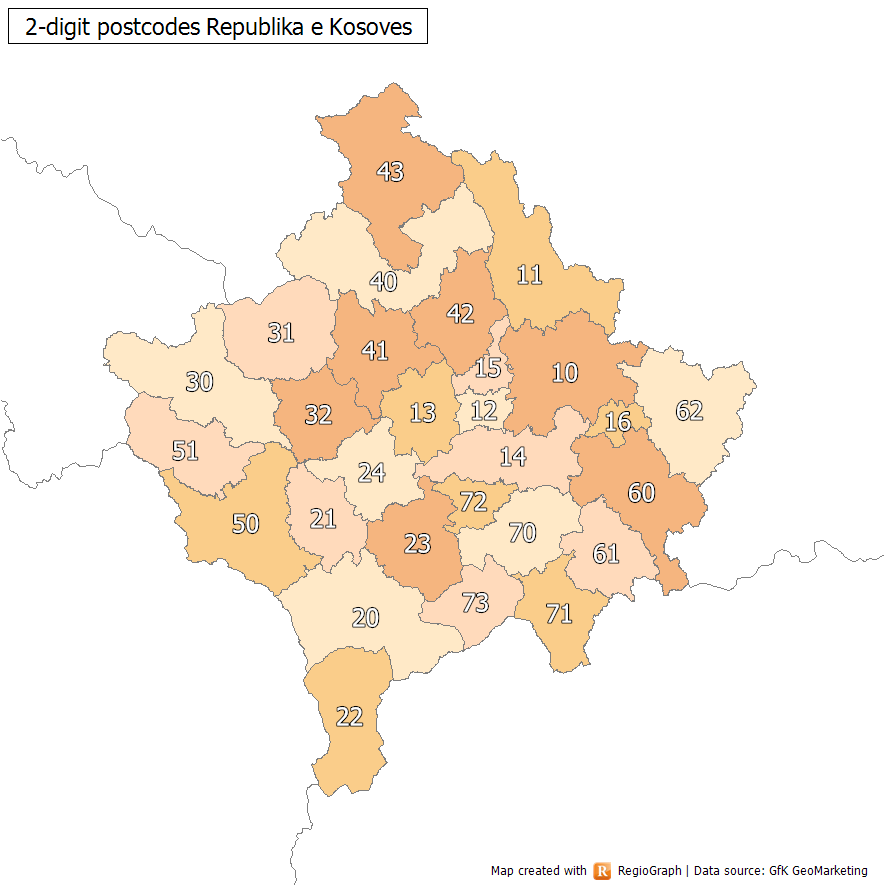
Postleitzahlen-Gebiete im Kosovo nach den ersten beiden Stellen

- 1
  - 100xx Pristina
  - 10500 Gračanica (Kosovo)
  - 11000 Podujeva/Besiana
  - 12000 Fushë Kosova
  - 13000 Drenas
  - 14000 Lipjan
  - 15000 Obiliq/Kastriot
  - 16000 Artane/Novobërda

- 2
  - 200xx Prizren
  - 21000 Rahovec/Orahovac
  - 22000 Dragash
  - 23000 Suhareke
  - 24000 Malisheva

- 3
  - 300xx Peja
  - 310xx Istog/Burim
  - 320xx Klina

- 4
  - 400xx Mitrovica (40000…40060)
  - 40500 Tuneli i pare
  - 40550 Barja
  - 40600 Shipol
  - 40650 Zubin Potok
  - 40700 Runika
  - 41000 Skënderaj
  - 41050 Prekaz
  - 420xx Vushtrri
  - 430xx Zvečan
  - 43500 Leposavić/Albanik

- 5
  - 50xxx Gjakova (50000…50100)
  - 50500 Bishtazhin
  - 50505 Rogova
  - 51000 Deçan
  - 51050 Junik

- 6
  - 600xx Gjilan (60000…60030)
  - 60510 Bresalc
  - 60520 Zhegra
  - 61000 Vitia
  - 61050 Kllokot
  - 61060 Pozheran
  - 62000 Kamenicë
  - 62050 Hogosht
  - 62060 Strezoc
  - 62070 Muçivërca

- 7
  - 700xx Ferizaj (70000…70040)
  - 70510 Babush i Serbëve
  - 70520 Doganaj
  - 71000 Kaçanik
  - 71510 Han i Elezit
  - 72000 Shtime
  - 73000 Shterpcë